# Jardín Botánico de Huntington
El Jardín Botánico de Huntington es una parte de la Biblioteca Huntington que es una institución educativa y de investigación establecida por Henry Huntington en San Marino, California, Estados Unidos. El jardín tiene la mayor colección de cicadas en América del Norte. 
Los excelentes Jardines botánicos de Huntington cubren 120 acres (485,624 m²) y los jardines temáticos contienen plantas de todas partes del mundo. Los jardines están divididos en más de una docena de temas, incluyendo el Jardín Australiano, la Colección de Camelias, el Jardín para Niños, el Conservatorio del Desierto, el Conservatorio para la Ciencia Botánica, el Jardín del Desierto, el Jardín de Hierbas, el Jardín Japonés, Lily Pond, North Vista, el Jardín Palmera, el Jardín de las Rosas, el Jardín Shakespeare, el Jardín Subtropical y Selvático y el Jardín Chino (Liu Fang Yuan 流芳園 o el Jardín de la Fragancia Floral), actualmente abiertos en la parte norte de la propiedad. Además, un amplio campo abierto cubierto con árboles de eucalipto sirve como un "Rincón Australiano". La biblioteca tiene un programa para proteger y propagar las especies de plantas en peligro. En 1999 y 2002, un espécimen del Amorphophallus titanum floreció en el lugar.
El Jardín del Desierto Huntington, una de las mayores y más antiguas colecciones de cactus del mundo, contiene plantas de climas extremos, muchas de las cuales han sido adquiridas por el Sr. Huntington y William Hertrich (el conservador del jardín) en viajes por varios países de América del Norte, Central y del Sur. Siendo uno de los jardines más importantes de Huntington, el Jardín del Desierto, pensado por Hertrich, contiene un grupo de plantas desconocido y no apreciado a principios del siglo XX.